# Christian August Berkholz
Christian August Berkholz (* 21. Juli 1805 in Riga; † 23. Februar 1889 ebenda) war ein deutsch-baltischer evangelischer Geistlicher und Pädagoge.

## Leben

### Familie
Christian August Berkholz (auch Christian August Bergholz) wurde als Sohn des Dr. phil. Martin Balthasar Berckholtz (* 18. September 1775 in Riga; † 25. November 1844), Pastor an der St. Gertrud-Kirche in Riga sowie dessen Ehefrau Christiane Elisabeth (* 21. Mai 1786; † 30. Mai 1849), geb. von Bretschneider, geboren. 
- Alexandra Berckholtz (* 5. August 1806; † 26. August 1807)
- Arend Berkholz (* 8. November 1808 in Riga; † 11. August 1888 in Majorenhof); Bürgermeister von Riga
- Elise Berckholtz (* 18. Mai 1810; † 19. Oktober 1860)
- Thekla Berckholtz (* 15. August 1811; † 24. November 1873)
- Woldemar Berckholtz (* 21. Oktober 1813; † 4. Oktober 1846 in St. Petersburg)

Am 4. April 1836 heiratete er Margarethe Meta Girgensohn, Tochter von Gustav Carl Girgensohn (1786–1872), Oberlehrer in Dorpat. 1861 adoptierte er Mathilde  Berkholz, die spätere Ehefrau des Dr. phil. Albert Schnell in der Schweiz.

### Werdegang
Er besuchte bis 1824 das Gouvernement-Gymnasium (Krons-Gymnasium) in Riga. Anschließend studierte er bis 1827 Theologie an der Kaiserlichen Universität Dorpat. Von 1828 bis 1829 besuchte er die Universitäten in Berlin, Heidelberg, Königsberg, Halle, Jena und Bonn und hörte Vorlesungen bei Georg Wilhelm Friedrich Hegel und Friedrich Schleiermacher. Von da aus reiste er in die Schweiz, nach Italien und Wien.
1830 erhielt er eine Anstellung als Hauslehrer und war als solcher bis 1835 in Nitau und Lettin tätig. 1836 wurde er Pastor in Oppekaln in Livland. Von 1840 bis 1877 war er Oberpastor an der St. Jacobi-Kirche in Riga und zugleich in der Zeit von 1840 bis 1851 Oberlehrer für Religion, der griechischen und hebräischen Sprache am Gouvernement-Gymnasium.
Von 1840 bis 1863 predigte er im Kronsgefängnis von Riga und war von 1840 bis 1863 Mitdirektor der Anstalt Pleskodahl, eine Erziehungsanstalt für gefährdete Jungen, die Herr von Klein auf einem ehemaligen Gutshof für vagabundierende Jungen gegründet hat.
1844 wurde er zum Dr. phil. durch die Universität Jena ernannt.
Von 1847 bis 1880 war er Assessor des livländischen Konsistoriums.
1850 unterrichtete er an der deutschen Jacobi-Kirchenschule.
1861 wurde er zum Konsistorialrat ernannt.
1864 war er Redakteur des Rigaer Kirchenblatts und von 1854 bis 1867 Herausgeber der „Mitteilungen und Nachrichten für die evangelische Geistlichkeit Russlands“.
1885 ernannte ihn die Universität Dorpat zum Dr. theol. h. c.

### Wirken
Christian August Berkholz war führend bei der Überwindung de Rationalismus und der Wiedererweckung eines christianisierten Glaubenslebens in Riga, außerdem trat er für die allmähliche Germanisierung der Letten ein.

### Mitgliedschaften
1844 war er Direktor der literarisch-praktischen Bürgerverbindung in Riga.
1851 war er am Pfarrvikar-Institut für Livland.
Seit 1860 Mitglied der Großen Gilde in Riga.
1884 wurde er Ehrenmitglied der „Gesellschaft für Geschichte und Altertumskunde“.

## Schriften (Auswahl)
- Vier Predigten. Wilhelm Ferdinand Häcker, Riga 1839.
- Christlich-evangelische Religionslehre für Confirmanden und confirmationsfähige Schüler, auf Grundlage der Lutherischen fünf Hauptstücke, und mit Bibelsprüchen versehen. Verlag von J. Deubner, Riga 1843.
- Zur Erinnerung an Julius Gustav Petersen, livländischen Gouvernments-Procuereur, geb. am 17. Aug. 1806, gest. am 17. Mai 1844. Riga 1844.
- Einige Andeutungen aus der Geschichte des evangelischen Kirchenliedes. Müllersche Buchdruckerei, Riga 1844.
- Fünfundneunzig geistliche Gesänge aus dem Liederschatz der Evangelischen Kirche. Zum Auswendiglernen für die Jugend. Edmund Götschel, Riga 1850.
- Zeugnisse des christlichen Glaubens von den Evangelisch-Lutherischen Geistlichkeit in Russland. (2 Bde.) Müllersche Buchdruckerei, Riga 1850–1851 (Digitalisate: Band 1 bei Google Books, Band 1 im Internet Archive; Band 2 bei Google Books, Band 2 im Internet Archive).
- Kirchliche Reise-Erinnerungen aus dem Sommer. Riga 1853.
- Von den Zeichen der Herrlichkeit Gottes, die zum Glauben führen. Predigt. Riga 1853.
- Burchard Waldis im Jahre 1527 in Riga. Ein Bild aus der vaterländischen Reformationsgeschichte. Riga 1855.
- M. Hermann Samson, Rigascher Oberpastor, Superintendent von Livland. Eine kirchenhistorische Skizze aus der 1. Hälfte des 17. Jahrhunderts. Edmund Götschel, Riga 1856 (Digitalisat).
- Die Evangelische Kirche in Russland. Zu der in Berlin vom 9.–17. Sept. 1857 statthabenden Versammlung Evangelischer Christen aus allen Ländern. Berlin 1857.
- Das Buch Hiob. Riga 1859.
- Auch ein Wort über Schiller. Ein Vortrag. Wilhelm Ferdinand Häcker, Riga 1859.
- Die sieben Jahrhunderte Livlands vom 1159–1859. Ein Rückblick aus der Gegenwart. Edmund Götschel, Riga 1860 (Digitalisat in der LNB).
- Drei ernste Fragen in Zeiten schmerzlicher Heimsuchung. Predigt. Riga 1860.
- Die Offenbarung Johannis. Ein Versuch zum Verständniß dieses biblischen Buches für Alle, die Gottes Wort lieb haben. Edmund Götschel, Riga 1860 (Digitalisat).
- Die Kirche zu Bickern bei Riga. Ein Gedenkblatt zum hundertjährigen Jubelfeste derselben am 1. Oct. 1866. Riga 1866 (Digitalisat bei Dspace).
- Beiträge zur Geschichte der Kirchen und Prediger Riga’s. Erste Abtheilung: Geschichte der einzelnen Kirchen nebst chronologischem Verzeichniss der Prediger und statistischen Auszügen aus den Kirchenbüchern. Riga 1867 (Digitalisat).
- Doktor Johannes Breverus, Superintendent von Riga, Pastor, Professor und Inspektor. Eine Erinnerung aus dem 17. Jahrhundert; bei Gelegenheit einer seltenen kirchlichen Amts-Jubelfeier in Reval den 30. November 1869 dargebracht. Riga 1869.
- Baltische Monatsschrift. (Redacteure T. Bötticher, A. Faltin, G. Berkholz.) Bd. 1–18. Riga 1859–1869.
- Reisefrüchte eines alten Geistlichen aus den Ostseeprovinzen: 1875. Wilhelm Ferdinand Häcker, Riga 1876.
- Zur Geschichte des Rigaschen Gesangbuches. Separat-Abdruck aus dem „Rigaschen Kirchenblatt“. Riga 1878.
- Veranlasste Erläuterungen zur Geschichte der Bauerschulen in Livland: seinen prüfenden Zeitgenossen im gemeinsamen Heimathlande. Müllersche Buchdruckerei, Riga 1879 (Digitalisat).
- Die alte Pastorenfamilie Depkin: vom Jahre 1652–1746. Weyde, Riga 1881.
- Jakob Lange, Generalsuperintendent von Livland. Ein kirchengeschichtliches Zeitbild aus der Mitte des 18. Jahrhunderts. Der Gesellschaft für Geschichte und Alterthumskunde der Ostseeprovinzen zu ihrem fünfzigjährigen Stiftungsfeste dargebracht. Alexander Stieda, Riga 1884 (Digitalisat der Universität Tartu).